# Tiếng Toba Qom
Tiếng Toba Qom là một ngôn ngữ Guaicuru, ngôn ngữ tổ tiên của người Toba ở Nam Mỹ. Ngôn ngữ này có một số tên gọi khác nhau, gồm Toba, Qom/Kom, Chaco Sur, và Toba Sur. Hầu hết trong số 19.810 (2000) người nói ở Argentina sống rải rác tại miền đông tỉnh Formosa và Chaco. Đây là một ngôn ngữ riêng biệt với tiếng Toba-Pilagá và tiếng Toba-Maskoy (tại Paraguay). Còn có người nói ở Bolivia (nơi nó mang tên tiếng Qom) và Paraguay (nơi nó mang tên tiếng Qob và Toba-Qom).
Năm 2010, chính quyền tỉnh Chaco, Argentina cộng nhận tiếng Toba Qom là một trong bốn ngôn ngữ chính thức, cùng với tiếng Tây Ban Nha và hai ngôn ngữ bản địa nữa là tiếng Moqoit và Wichí.

## Âm vị học

### Consonants
|           | Đôi môi | Chân răng | Sau chân răng | Vòm | Ngạc mềm | Lưỡi gà | Thanh hầu |
| --------- | ------- | --------- | ------------- | --- | -------- | ------- | --------- |
| Tắc       | p       | t         |               |     | k        | q       | ʔ         |
| Xát       |         | s         | ʃ ʒ           |     | ɣ~ɡ      | ʁ~ɢ     | h         |
| Tắc xát   |         |           | t͡ʃ            |     |          |         |           |
| Vỗ        |         | ɾ         |               |     |          |         |           |
| Cạnh lưỡi |         | l         |               | ʎ   |          |         |           |
| Mũi       | m       | n         |               | ɲ   |          |         |           |
| Tiếp cận  | w       |           |               | j   |          |         |           |

### Nguyên âm
|      | Trước | Giữa | Sau  |
| ---- | ----- | ---- | ---- |
| Đóng | i iː  |      |      |
| Vừa  | e eː  |      | o oː |
| Mở   |       | a aː |      |